# Seymour (Indiana)
Seymour – miasto w Stanach Zjednoczonych, w stanie Indiana, w hrabstwie Jackson.

## Znane osoby
Z Seymour pochodzi Erica Moore, amerykańska lekkoatletka, biegaczka na średnich dystansach. Brązowa medalistka Halowych Mistrzostwa Świata w Lekkoatletyce (2012).